# 인덕션레인지
인덕션레인지(영어: induction cooktop)는 유도가열 원리를 이용한 조리용 가열기구다. 흔히 인덕션(영어: induction)이라고 불린다.

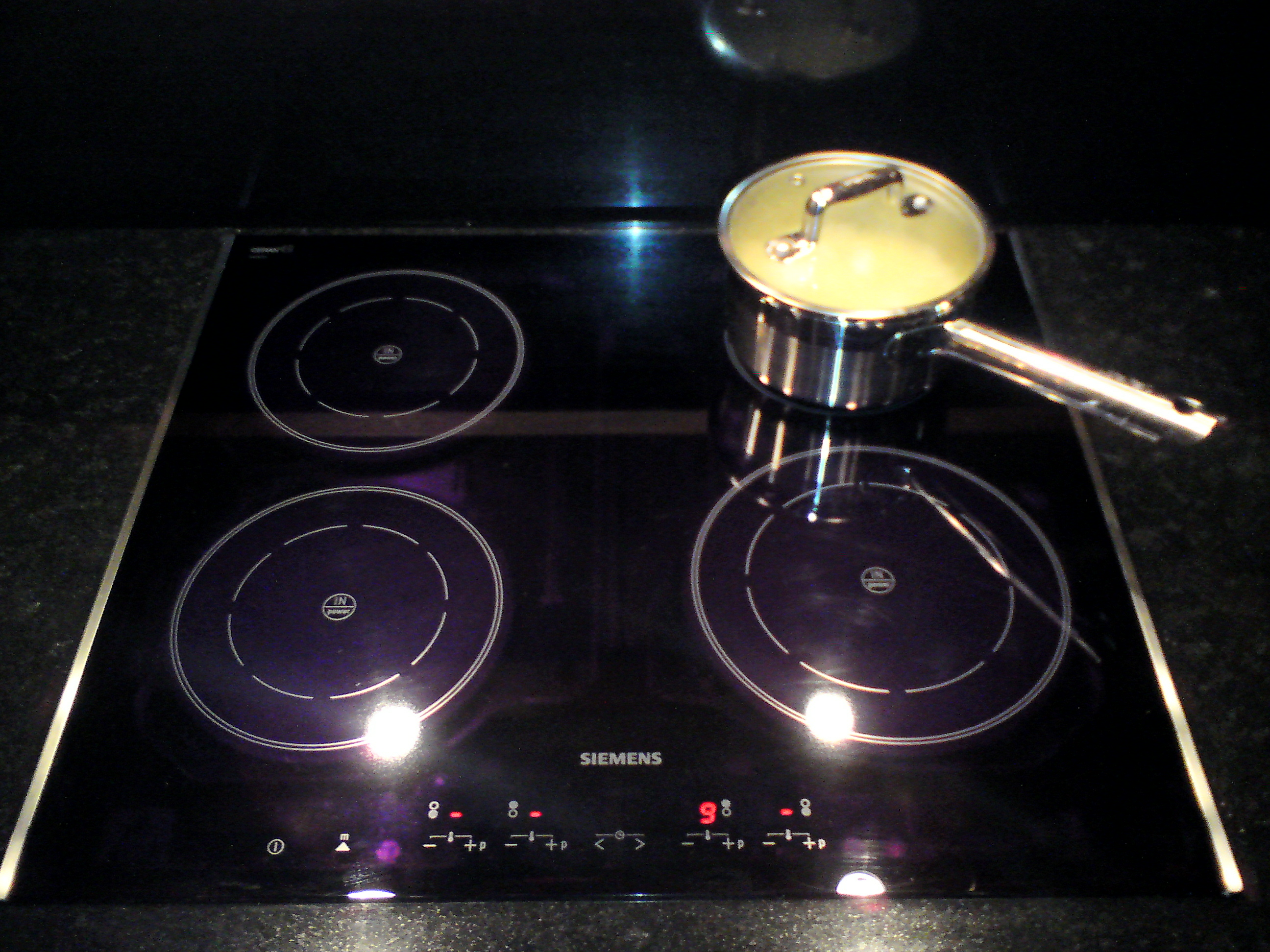
인덕션레인지

## 특징
가스레인지에 비해 산소 소모가 없고, 폐가스 배출이없어 실내공기 오염 및 실내온도 상승을 줄일 수 있다.
피가열체 자체에 열을 유도시키는 간접적인 방식을 이용하며, 에너지 효율과 안정성이 높다.
용기 자체에서 열이 발생할 뿐 접촉면이 달궈지지 않아 화상 위험이 낮다.
가스레인지나 전열방식에 비해 배 이상 비싸고 자성을 띠는 금속 용기만을 사용해야 해서 뚝배기, 유리용기 등은 쓸수가 없다.
25KHz 고주파로 변환하여 전기 자기장을 이용한 유도가열 방식을 사용하기 때문에 60Hz 전력을 그대로 사용하는 하이라이트 방식에 비해 인체에 유해한 전자파 발생량이 높다.

## 용어

독일에서 쓰이는 인덕션 조리기 상징

인덕션, 인덕션 쿠커(induction cooker), 인덕션 전기레인지, 영어권에서는 Induction Cooktop(/ɪnˈdʌkʃən ˈkʊkˌtɒp/), induction stove(/ɪnˈdʌkʃən stoʊv/) 등으로 부른다.

## 원리
피가열체 아래에 있는 코일에 교류가 흐르게 되면, 앙페르 회로 법칙에 따라 교류자기장을 형성하게 된다. 이 교류자기장은 투자율이 큰 피가열체 쪽으로 집중되고, 패러데이의 유도 법칙에 따라 피가열체에 와전류를 형성하게 되는데, 이 와전류와 피가열체의 저항 때문에 줄열이 발생하게 되어 음식이 조리된다.

## 같이 보기
- 전기레인지
- 가스레인지
- 전자레인지